# شون بات
شون بات (بالإنجليزية: Shaun Batt)‏ هو لاعب كرة قدم بريطاني في مركز نصف الجناح، ولد في 22 فبراير 1987 في هارلو في المملكة المتحدة. لعب مع سانت ألبانز سيتي وستيفيناغ بوروه ونادي بارنت ونادي بيتربورو يونايتد ونادي تشيشونت ونادي فيشر أثليتيك ونادي كرولي تاون ونادي ليتون أورينت ونادي ميلوول.

## وصلات خارجية
- شون بات على موقع قاعدة بيانات كرة القدم.إي يو (الإنجليزية)
- شون بات على موقع Soccerbase.com (لاعب) (الإنجليزية)